# Избори за заступнике у Хрватски сабор 1992.
Избори за заступнике у Хрватски сабор 1992. други су вишепартијски парламентарни избори у Хрватској и први од независности. Извбори за посланике у Заступнички дом Савора Републике Хрватске организовани су 2. августа 1992. године заједно с председничким изборима.
Избори су се одржали по новом изборном закону којег је Сабор донео 9. априла 1992. године. Избори су се одржали према мешовитом већинско-пропорционалном изборном систему. 60 заступника бирало у изборним јединицама у којима се у свакој бира један посланик, према систему већина, а 60 посланика с државне листе Д'Онтовом методом уз изборни праг од 3%.

## Резултати
На изборима је гласало 2.690.873 од укупно 3.558.913 бирача. Неважећих листића било је 59.338.
| Партија                                 | Државне листе | Државне листе | Државне листе | Изборне јединице | Изборне јединице | Изборне јединице | Укупно мандата¹ |
| Партија                                 | Гласова       | %             | Мандати       | Гласова          | %                | Мандати          | Укупно мандата¹ |
| --------------------------------------- | ------------- | ------------- | ------------- | ---------------- | ---------------- | ---------------- | --------------- |
| Хрватска демократска заједница          | 1.176.437     | 44,68         | 31            |                  | 90,0             | 54               | 85              |
| Хрватска социјално-либерална странка    | 466.356       | 17,71         | 12            |                  | 1,67             | 1                | 14              |
| Хрватска странка права                  | 186.000       | 7,06          | 5             |                  | 0                | 0                | 5               |
| Хрватска народна странка                | 176.214       | 6,69          | 4             |                  | 0                | 0                | 6               |
| Социјалдемократска партија              | 145.419       | 5,52          | 3             |                  | 0                | 0                | 11              |
| Хрватска сељачка странка                | 111.869       | 4,25          | 3             |                  | 0                | 0                | 3               |
| Истарски демократски сабор с партнерима | 83.623        | 3,18          | 2             |                  | 8,34             | 4                | 6               |
| Хрватска демократска странка            | 72.303        | 2,7           | 0             |                  | 0                | 0                | 0               |
| Хрватска хришћанска демократска странка | 70.715        | 2,7           | 0             |                  | 0                | 0                | 0               |
| Социјалдемократска унија                | 32.475        | 1,2           | 0             |                  | 0                | 0                | 0               |
| Социјалистичка странка Хрватске         | 31.575        | 1,2           | 0             |                  | 0                | 0                | 0               |
| Српска народна странка                  | 28.620        | 1.1           | 0             |                  | 0                | 0                | 3               |
| Социјалдемократска странка Хрватске     | 15.798        | 0,6           | 0             |                  | 0                | 0                | 0               |
| Друге странке                           | 34.131        | 1,3           | 0             |                  |                  | 0                | 0               |
| Независни кандидати                     | –             | –             | 0             |                  |                  | 1                | 5               |
| Неважећи                                | 59.338        | –             | –             |                  | –                | –                | –               |
| Укупно                                  | 2.690.873     | 100           | 60            |                  |                  | 60               | 138             |

¹ Укључујући мандате националних мањина